# The Country Mouse and the City Mouse Adventures
The Country Mouse and the City Mouse Adventures (Brasil: Os Camundongos Aventureiros - As Aventuras do Camundongo do Campo e do Camundongo da Cidade / Portugal: Rato do Campo e Rato da Cidade) é uma série de desenho animado estadunidense/canadense/francês produzida pela France Animation, Cookie Jar Entertainment e HBO, exibida pela HBO de 5 de abril de 1998 a 29 de outubro de 1999. No Brasil, a série foi exibida pela TV Cultura e estreou no dia 14 de outubro de 2001, dentro do bloco "1,2,3 e Já!". Em julho de 2024 a série passou a ser oferecida pelo serviço de streaming, Pluto TV.

## Sinopse
Emily e Alexander são dois camundongos primos que moram em Nova Iorque nos Estados Unidos, no início do século XX. Eles viajam para diferentes países do mundo, visitando primos, fazendo novos amigos e solucionando casos misteriosos, onde, na maioria das vezes, o autor dos crimes é Sem Rabo Não Vale Nada.
Uma curiosidade é que em alguns episódios, são mostrados alguns acontecimentos da história, como por exemplo, a invenção do cinema, o voo do Zeppelin, as Olimpíadas gregas, mitos da Grécia antiga, entre outros fatos.

## Personagens

### Emily
É a camundonga do campo, vive num restaurante junto com Alexander, mas mora numa casa de campo, como aparece em alguns episódios. Muito simpática, ela sempre arranja solução para os problemas, não desconfia dos ratos (que não sejam o Sem Rabo). É bem inteligente. Usa chapéu de laço, vestido vermelho e avental branco. Sua dublagem brasileira é feita por Eleonora Prado nas falas e por Soraya Orenga no tema de abertura. A versão canadense é feita por Julie Burroughs.

### Alexander
É o camundongo da cidade, mora num restaurante e é um comilão. Muito tagarela, gosta de falar para seus primos de outras partes do mundo sobre a tecnologia novaiorquina e sempre pronuncia seu nome completo quando vê camundongos mulheres atraentes. Não gosta muito dos ratos. Usa chapéu, paletó e calça verdes, gravata borboleta vermelha e camisa amarela. Sua dublagem brasileira é feita por Tatá Guarnieri nas falas e por Nil Bernardes no tema de abertura. A versão canadense é feita por Terrence Scamell.

### Sem Rabo Não Vale Nada
No-Tail No-Goodnik, no original. Ele é um rato sem rabo (o nome já diz tudo), meio desajeitado para se disfarçar, que sempre usa rabos falsos que nunca ficam no lugar. É um famoso ladrão internacional muito esperto, pois se aproveita de crendices populares para poder roubar, mas é sempre descoberto pelos camundongos, graças ao seu rabo que se solta e fica por aí, e Sem Rabo acaba sendo preso ou consegue fugir. O grande sonho do Sem Rabo é fazer um grande roubo e se aposentar para comer muito queijo. Ele é um grande vilão se disfarçou já de Ladrão-da-Meia-Noite e Renê Belloq personagem de Rayders of Lost Ark (segundo maior rival de Indiana Jones, o maior rival de deste é Toht). No Brasil, dublado por Francisco Brêtas e Paulo Wolf.  A versão canadense é feita por Rick Jones

## Episódios
- Lista de episódios de The Country Mouse and the City Mouse Adventures